# USS Chester (CA-27)
USS Chester (CL/CA-27) là một tàu tuần dương hạng nặng của Hải quân Hoa Kỳ, là chiếc thứ hai trong lớp Northampton, và là chiếc tàu chiến thứ hai của Hải quân Mỹ được đặt cái tên này, đặt theo tên thành phố Chester thuộc tiểu bang Pennsylvania. Được đưa vào hoạt động năm 1930, nó đã phục vụ tại mặt trận Thái Bình Dương trong suốt Chiến tranh Thế giới thứ hai, trước khi được cho ngừng hoạt động vào năm 1946 và được tháo dỡ vào năm 1949. Chester được tặng thưởng mười một Ngôi sao Chiến trận do thành tích phục vụ trong Thế Chiến II.

## Thiết kế và chế tạo
Vốn vẫn bị hạn chế về trọng lượng choán nước và cỡ pháo bởi Hiệp ước Hải quân Washington, nhưng mang nhiều đặc tính cải tiến so với lớp Pensacola dẫn trước, lớp Northampton mang chín khẩu pháo 8 in (200 mm) trên ba tháp pháo ba nòng, gồm hai phía mũi và một phía đuôi. Đây là cách sắp xếp tối ưu mà sau này được tiếp nối bởi mọi lớp tàu tuần dương hạng nặng khác của Hoa Kỳ.
Chester được đặt lườn như là chiếc CL-27 tại xưởng tàu của hãng New York Shipbuilding Co. ở Camden, New Jersey vào ngày 6 tháng 3 năm 1928. Nó được hạ thủy vào ngày 3 tháng 7 năm 1929, được đỡ đầu bởi cô Jane T. Blain, cháu gái Thị trưởng thành phố Chester Samuel T. Tunner; và được cho nhập biên chế vào ngày 24 tháng 6 năm 1930 dưới quyền chỉ huy của hạm trưởng, Đại tá Hải quân Arthur Fairfield.

## Lịch sử hoạt động

### Những năm giữa hai cuộc thế chiến
Sau khi hoàn tất, Chester được điều về Hạm đội Đại Tây Dương. Nó khởi hành từ Newport, Rhode Island vào ngày 13 tháng 8 năm 1930 để bắt đầu một chuyến đi kéo dài sang châu Âu; ghé qua Barcelona, Naples, Constantinopolis, vịnh Phaleron và Gibraltar trước khi quay trở về Chester, Pennsylvania vào ngày 13 tháng 10 để thực hiện các sửa chữa. Nó gia nhập Hạm đội Tuần tiễu trong vai trò soái hạm của Hải đội Tuần dương Hạng nhẹ vào ngày 6 tháng 3 năm 1931, và đã đưa Bộ trưởng Hải quân đến khu vực kênh đào Panama nơi ông thị sát cuộc tập trận hạm đội từ trên thiết giáp hạm Texas (BB-35). Chester đưa ngài Bộ trưởng quay trở lại Miami, Florida vào ngày 22 tháng 3, rồi lên đường hướng đến vịnh Narragansett cho các cuộc tập trận cùng nhiệm vụ hộ tống hai tàu tuần dương Hải quân Pháp đến viếng thăm. Nó được xếp lại lớp thành một tàu tuần dương hạng nặng với ký hiệu lườn CA-27 vào ngày 1 tháng 7 năm 1931 theo quy ước mới của Hiệp ước Hải quân London.
Sau một đợt đại tu tại Xưởng hải quân New York nơi nó được trang bị hai máy phóng máy bay ở giữa tàu, Chester khởi hành từ Hampton Roads vào ngày 31 tháng 7 năm 1932 cùng với máy bay và đạn dược hướng sang Bờ Tây Hoa Kỳ. Nó đi đến San Pedro, California vào ngày 14 tháng 8 và tham gia các hoạt động thường xuyên của hạm đội tại đây. Rời San Pedro vào ngày 9 tháng 4 năm 1934, trong vai trò soái hạm của Tư lệnh Hải đội Đặc vụ, nó đi đến New York vào ngày 31 tháng 5 tham gia cuộc Duyệt binh Hạm đội Tổng thống, rồi quay trở về San Pedro vào ngày 9 tháng 11. Vào ngày 25 tháng 9 năm 1935, Chester đón lên tàu Bộ trưởng Chiến tranh cùng đoàn tùy tùng của ông trong chuyến đi đến Philippines tham dự buổi lễ nhậm chức của Tổng thống Thịnh vượng chung Philippines vào ngày 15 tháng 11. Quay trở về San Francisco vào ngày 14 tháng 12 năm 1935, nó tiếp tục các hoạt động thường xuyên cùng Hải đội Tuần dương 4.
Khởi hành từ San Francisco vào ngày 28 tháng 10 năm 1936, Chester đi đến Charleston, Nam Carolina vào ngày 13 tháng 11, rồi lại lên đường năm ngày sau đó để hộ tống tàu tuần dương Indianapolis (CA-35) cùng Tổng thống Franklin Delano Roosevelt trên tàu thực hiện chuyến đi thăm hữu nghị đến Buenos Aires thuộc Argentina và Montevideo thuộc Uruguay. Chester quay trở về San Pedro vào ngày 24 tháng 12. Chester ở lại khu vực Bờ Tây, tham gia các cuộc tập trận hạm đội cùng các chuyến đi huấn luyện đến các vùng biển Hawaii và Alaska từ năm 1937 cho đến năm 1941, ngoại trừ một chuyến đi đến khu vực Bờ Đông để tập trận và đại tu từ ngày 23 tháng 9 năm 1940 đến ngày 21 tháng 1 năm 1941. Chester là một trong sáu tàu chiến đầu tiên được trang bị kiểu radar mới RCA CXAM vào năm 1940.
Đặt cảng nhà mới tại Trân Châu Cảng từ ngày 3 tháng 2, chiếc tàu tuần dương tiến hành tập trận tại vùng biển Hawaii, và thực hiện một chuyến đi đến Bờ Tây cùng với Tư lệnh Lực lượng Tuần tiễu từ ngày 14 tháng 5 đến ngày 18 tháng 6 năm 1941. Từ ngày 10 tháng 10 đến ngày 13 tháng 11, nó hộ tống hai tàu vận tải của Lục quân vận chuyển lực lượng tăng cường đến Manila thuộc Philippines. Trên đường quay trở về, nó gia nhập cùng tàu tuần dương chị em Northampton (CA-26) và tàu sân bay Enterprise (CV-6), và lực lượng vẫn đang trên đường quay trở về Trân Châu Cảng từ đảo Wake khi nhận được tin tức Nhật Bản đã bất ngờ tấn công Trân Châu Cảng.
Chester tiếp tục các cuộc tuần tra cùng với Lực lượng Đặc nhiệm 8 tại vùng biển Hawaii. Vào ngày 12 tháng 12, máy bay của nó ném bom vào một tàu ngầm, rồi hướng dẫn cho tàu khu trục Balch (DD-363) tiếp tục thả mìn sâu tấn công cho đến khi không còn dò thấy tín hiệu của mục tiêu nữa.

### 1942
Chester hỗ trợ cho cuộc đổ bộ tăng cường lên Samoa từ ngày 18 đến ngày 24 tháng 1 năm 1942, rồi sau đó gia nhập Đội Đặc nhiệm 8.3 cho đợt không kích thành công xuống Taroa vào ngày 1 tháng 2. Phải rút lui dưới sự không kích phản công ác liệt của đối phương, chiếc tàu tuần dương trúng phải một quả bom vào sàn tàu làm thiệt mạng tám người và bị thương 38 người khác. Nó quay về Trân Châu Cảng vào ngày 3 tháng 2 để sửa chữa.
Tiếp theo sau một chuyến đi hộ tống đến San Francisco, Chester gia nhập Lực lượng Đặc nhiệm 17 tiến hành không kích Guadalcanal và Tulagi vào ngày 4 tháng 5, tấn công đảo Misima thuộc quần đảo Louisiade ngày 7 tháng 5; và nó đã tham gia trận chiến biển Coral trong ngày 8 tháng 5 khi hỏa lực phòng không liên tục của nó đã bảo vệ các tàu sân bay khi chúng tung ra các cuộc không kích ngăn chặn lực lượng đổ bộ Nhật Bản đang hướng đến cảng Moresby thuộc New Guinea. Năm thành viên thủy thủ đoàn của Chester đã bị thương trong trận chiến này. Đến ngày 10 tháng 5, nó đón nhận từ tàu khu trục Hammann (DD-412) 478 người sống sót nguyên là thành viên của chiếc tàu sân bay Lexington (CV-2) đã bị đánh chìm trong chiến đấu, và tiễn những người này lên bờ tại đảo Tonga vào ngày 15 tháng 5.
Sau một đợt đại tu tại khu vực Bờ Tây, Chester đi đến Nouméa vào ngày 21 tháng 9 năm 1942 để gia nhập Lực lượng Đặc nhiệm 62 chuẩn bị cho cuộc đổ bộ lên Funafuti thuộc quần đảo Ellice từ ngày 2 đến ngày 4 tháng 10. Sau đó nó hướng về phía Nam, và trong khi di chuyển để hỗ trợ cho các hoạt động tại quần đảo Solomon, Chester trúng phải một ngư lôi phóng từ tàu ngầm Nhật Bản I-176 vào mạn phải ở giữa tàu vào ngày 20 tháng 10 làm thiệt mạng 11 người và bị thương 12 người khác. Nó quay về Espiritu Santo bằng chính động lực của nó để sửa chữa khẩn cấp vào ngày 23 tháng 10. Ba ngày sau, chiếc SS President Coolidge trúng phải một quả mìn, và Chester gửi các đội cứu hỏa và cứu hộ đến trợ giúp con tàu gặp nạn, cùng nhận lên tàu 440 người còn sống sót để chuyển đến Espiritu Santo. Nó đi đến Sydney, Australia vào ngày 29 tháng 10 để sửa chữa triệt để hơn, và nó khởi hành vào ngày Giáng Sinh quay về Norfolk cho một đợt đại tu toàn diện.

### 1943
Quay trở về San Francisco vào ngày 13 tháng 9 năm 1943, Chester tiến hành hoạt động hộ tống giữa cảng này Trân Châu Cảng cho đến ngày 20 tháng 10. Vào ngày 8 tháng 11, nó rời Trân Châu Cảng tham gia cuộc tấn công quần đảo Marshall. Nó hỗ trợ cho cuộc đổ bộ lên đảo Abemama và bắn phá mục tiêu đối phương trên các đảo Taroa, Wotje và Maloelap.

### 1944
Chester tiếp nối các nhiệm vụ tuần tra chống tàu ngầm và phòng không ngoài khơi Majuro cho đến ngày 25 tháng 4 năm 1944, khi nó khởi hành đi San Francisco cho một đợt đại tu ngắn từ ngày 6 đến ngày 22 tháng 5. Nó gia nhập Lực lượng Đặc nhiệm 94 tại đảo Adak thuộc Alaska vào ngày 27 tháng 5 để tiến hành bắn phá các công sự phòng thủ đối phương tại Matsuwa và Paramushir thuộc quần đảo Kuril vào các ngày 13 và 26 tháng 6, rồi quay về Trân Châu Cảng, đến nơi vào ngày 13 tháng 8.
Chester khởi hành vào ngày 29 tháng 8 cùng với Đội Đặc nhiệm 12.5 để bắn phá đảo Wake vào ngày 3 tháng 9, sau đó đi đến Eniwetok vào ngày 6 tháng 9. Nó rời Saipan để tham gia bắn phá đảo Marcus vào ngày 9 tháng 10 trước khi gia nhập Đội Đặc nhiệm 38.1 thực hiện các cuộc không kích lên Luzon và Samar để hỗ trợ cho các hoạt động tại Leyte cũng như truy tìm lực lượng đối phương sau trận chiến vịnh Leyte trong các ngày 25 và 26 tháng 10.

### 1945
Từ ngày 8 tháng 11 năm 1944 đến ngày 21 tháng 2 năm 1945, Chester hoạt động từ Ulithi và Saipan trong việc bắn phá Iwo Jima và quần đảo Bonin nhằm hỗ trợ cho các cuộctấn công đổ bộ vào ngày 19 tháng 2.
Sau một đợt đại tu khác tại Bờ Tây, Chester quay trở lại Ulithi vào ngày 21 tháng 6 và tiến hành các cuộc tuần tra ngoài khơi Okinawa từ ngày 27 tháng 6 cũng như hỗ trợ các hoạt động quét mìn ở phía Tây hòn đảo này. Vào cuối tháng 7, Chester được điều về lực lượng hỗ trợ trên không cho Đội Đặc nhiệm 95.2, lực lượng tấn công bờ biển ngoài khơi Đồng bằng sông Dương Tử và bảo vệ hoạt động quét mìn. Trong tháng 8, nó thực hiện một chuyến đi đến quần đảo Aleut, vào ngày cuối cùng của tháng này nó lên đường tham gia cuộc đổ bộ chiếm đóng Ominato, Aomori, Hakodate và Otaru trong tháng 9 và tháng 10.

## Sau chiến tranh
Chester nhận lên tàu binh lính đang trú đóng tại Iwo Jima, và khởi hành vào ngày 2 tháng 11 hướng về San Francisco, và đến nơi vào ngày 18 tháng 11. Nó thực hiện một chuyến đi khác đến Guam để đưa về nhà các cựu chiến binh từ ngày 24 tháng 11 đến ngày 17 tháng 12, rồi tiếp tục hành trình vào ngày 14 tháng 1 năm 1946 để hướng sang vùng bờ Đông Hoa Kỳ, đi đến Philadelphia vào ngày 30 tháng 1.
Chester được cho xuất biên chế và đưa về lực lượng dự bị tại Philadelphia vào ngày 10 tháng 6 năm 1946. Tên nó được cho rút khỏi danh sách Đăng bạ Hải quân vào ngày 1 tháng 3 năm 1959, và con tàu bị bán để tháo dỡ vào ngày 11 tháng 8 năm 1959.

## Phần thưởng
Chester được tặng thưởng 11 Ngôi sao Chiến trận do thành tích phục vụ trong Chiến tranh Thế giới thứ hai.
|             |  |                                         |
| Bronze star |  | Silver star · Silver star · Bronze star |
|             |  |                                         |

| Dãi băng Hoạt động Tác chiến                                  |                                          |                                                                          |
| Huân chương Phục vụ Phòng vệ Hoa Kỳ với 1 Ngôi sao Chiến trận | Huân chương Chiến dịch Hoa Kỳ            | Huân chương Chiến dịch Châu Á-Thái Bình Dương với 11 Ngôi sao Chiến trận |
| Huân chương Chiến thắng Thế Chiến II                          | Đơn vị Tuyên dương Tổng thống Philippine | Huân chương Giải phóng Philippine (Philippine)                           |

## Bộ sưu tập

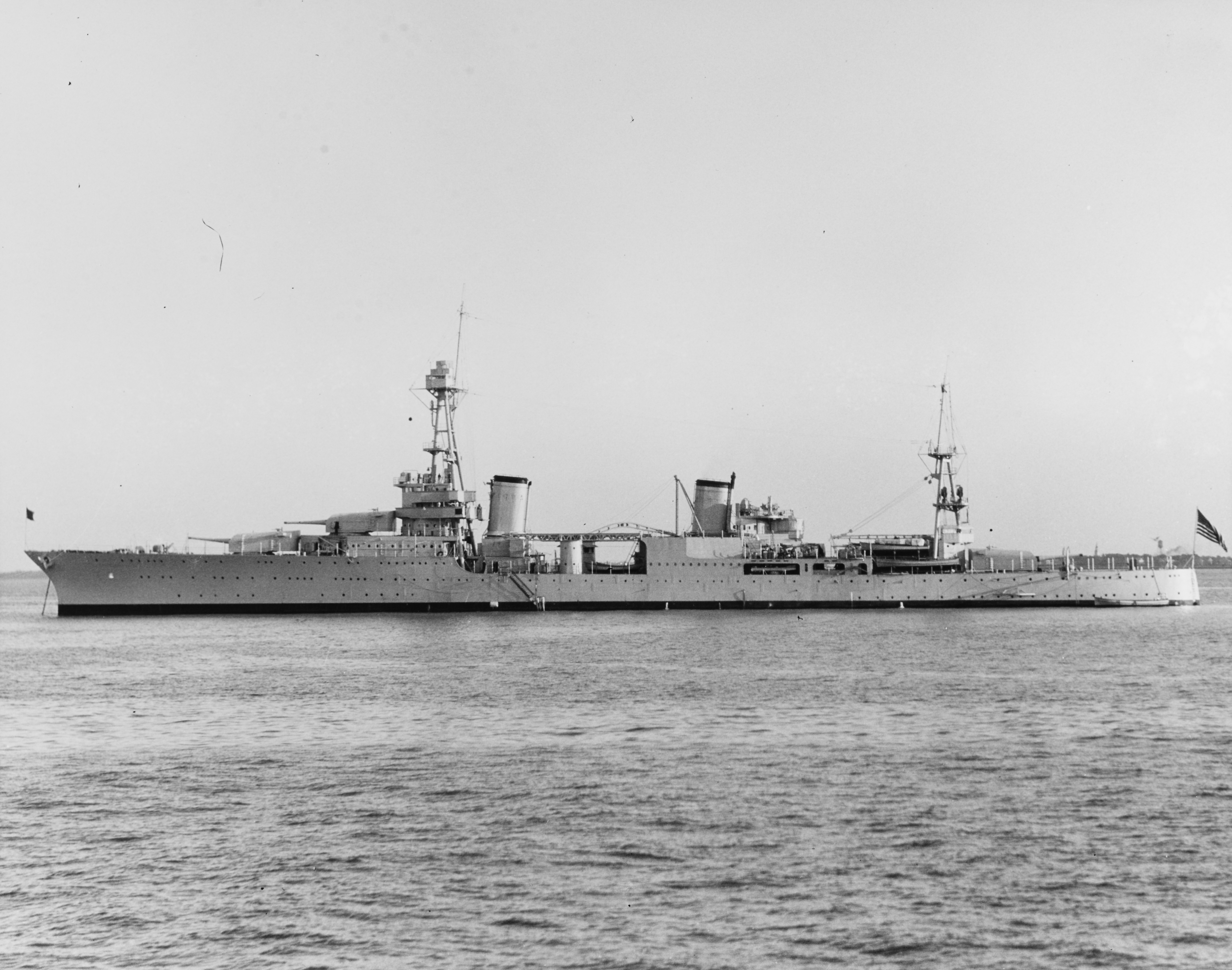
Chester vào lúc hoàn tất, năm 1930
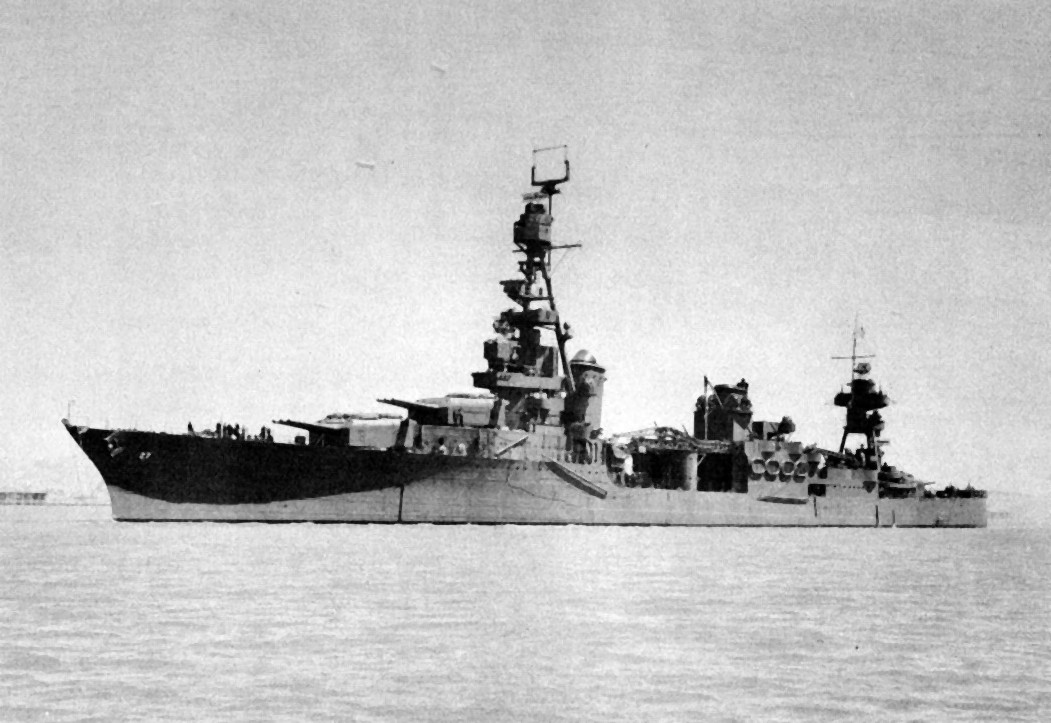
Chester vào tháng 8 năm 1942
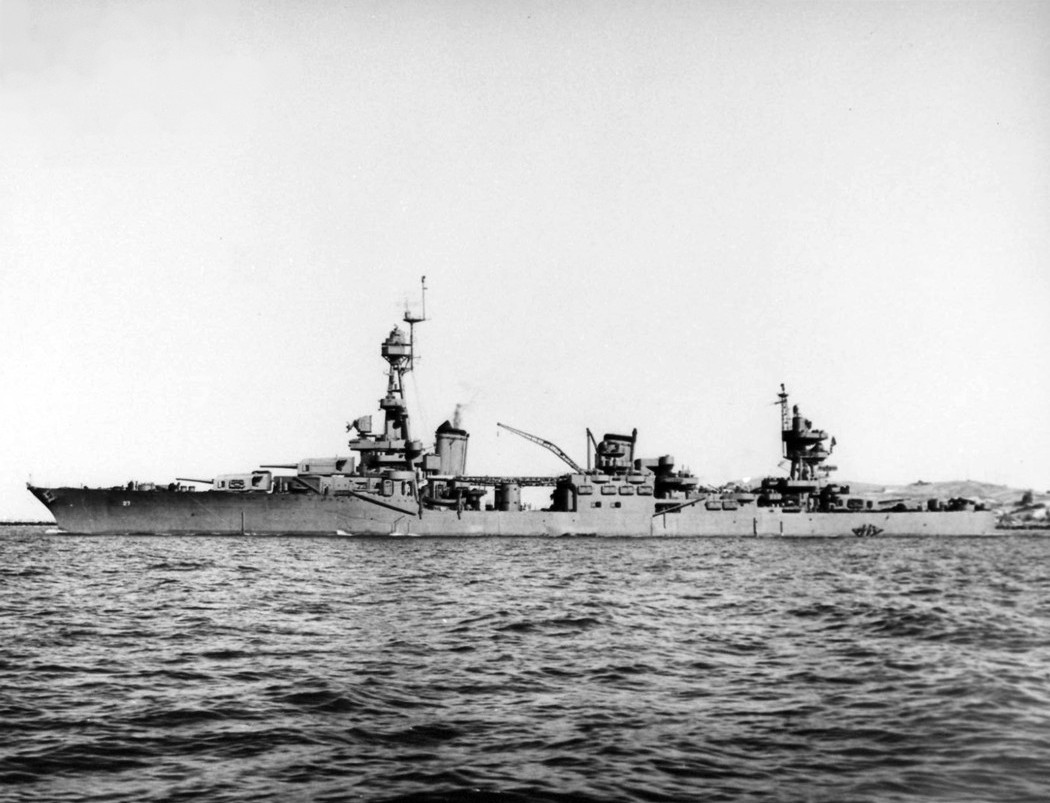
Chester vào tháng 10 năm 1943 sau khi sửa chữa những hư hại bởi ngư lôi
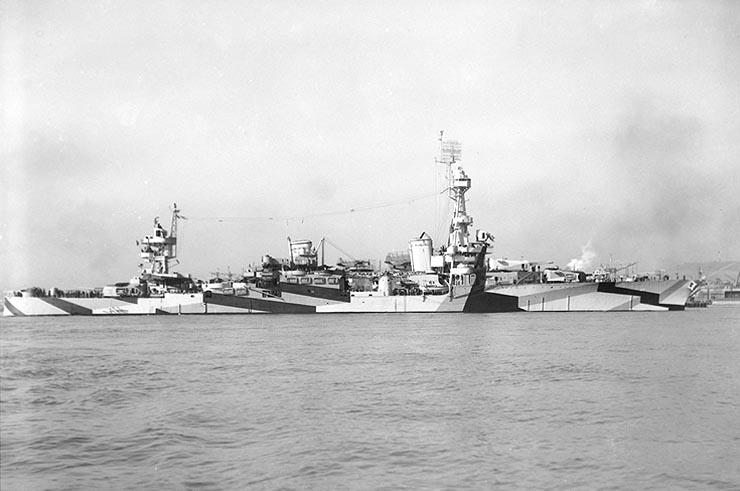
Chester được sơn màu ngụy trang, năm 1944
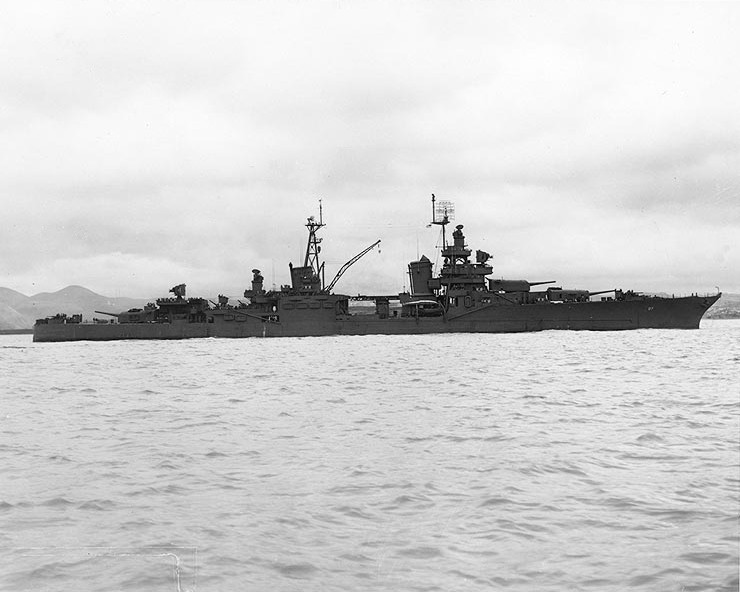
Chester với cả hai cột ăn-ten được cắt bỏ, năm 1945
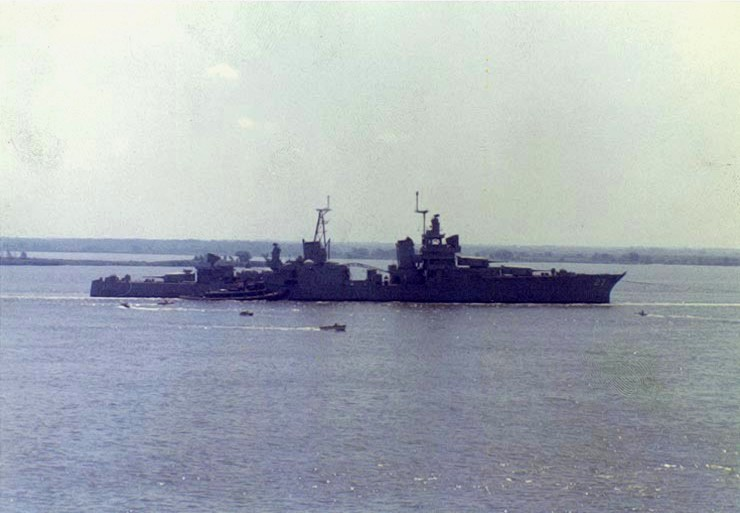
Chester trên đường đi đến xưởng tháo dỡ, năm 1959